# 池谷信三郎
池谷 信三郎（いけたに　しんざぶろう、1900年10月15日 - 1933年12月21日）は、日本の小説家、劇作家。

## 略歴
東京生まれ。
東京帝國大學法学部、ベルリン大学法科中退。
暁星小学校、東京府立第一中学校（現在の東京都立日比谷高等学校）、旧制第一高等学校卒業。一高在学時より校友会雑誌に短歌などを発表し創作活動をはじめる。1922年に東京帝大へ入学するが、その年の終わりには休学してベルリン大学へ行き、先にベルリンへ来ていた一高時代の先輩である村山知義の影響を受けヨーロッパの芸術運動に触れる。最終的に東大は中退した。
1923年9月1日に起きた関東大震災により実家を失い帰国。
1925年、ベルリン滞在の経験を元に執筆した『望郷』が「時事新報」の懸賞小説に当選。同年村山知義らと劇団「心座」を創設、築地小劇場で「三月卅二日（三月三十二日）」を上演する。「心座」の解散後は1930年に舟橋聖一らと「蝙蝠座」を結成し戯曲を書いた。結核により33歳で早世。墓所は港区赤坂の林誓寺。没後1934年に全集（全一巻）が、改造社で刊行され、1936年には菊池寛が主宰する文藝春秋社により池谷信三郎賞（1942年まで）が設立された。

## 主な作品

### 小説
- 『望郷』（新潮社） 1925年、のち角川文庫（上・下）
- 『橋・おらんだ人形 池谷信三郎創作集』（改造社） 1927年：「おらんだ人形」は1926年の戯曲
- 『有閑夫人』（新潮社、新興芸術派叢書 第20編) 1930年、のち再刊（ゆまに書房、新興藝術派叢書20） 2000年
- 『ルル子』（共著、平凡社） 1930年
- 『遥かなる風』（新潮社、新潮社長篇文庫 第17編） 1931年
- 『マクダレナ』（弘文堂、アテネ文庫） 1948年
- 「花はくれなゐ」
- 「柳はみどり」：読売新聞掲載の連載小説（昭和7年5月から同年10月）
- 「愛慾の離合」

### 短篇
- 「橋」
- 「マクダレナ」
- 「七面鳥」
- 「忠僕」
- 「街に笑ふ」
- 「窓」
- 「まいとん」
- 「殺幻」
- 「黄昏の幸福」
- 「縁」
- 「郵便」
- 「扉」
- 「危険率」
- 「底辺をひく」
- 「非喜劇的性格の一例」
- 「JAZZ」
- 「GO・STOP!」
- 「柿」
- 「鰊」
- 「競馬馬の如くに」
- 「ユーモーレスク」
- 「都会を縫ふ針」
- 「夕方」
- 「ミサ子夫人とアレキセイ」
- 「スリツパ」
- 「幕を下す」
- 「船」
- 「転石」
- 「にきび」
- 「関のゆやど」

### 戯曲
- 「三月卅二日」
- 「独り」
- 「帰りを待つ人々」
- 「首」
- 「仮装舞踏会 (Maskenbal)」
- 「帰つて来た噂」
- 「継母」
- 「おらんだ人形」
- 「白虹貫日」
- 「親の立場」
- 「[ホウ]!」
- 「ツエッペリン插話集」
- 「鳩時計」

## 翻訳
- 『一週間』（ユリイ・リベテインスキイ、改造社） 1926年、のち改造文庫 第2部 第93篇 1929年
- 『フラウ・ゾルゲ』（獨國ズウデルマン、改造社、世界大衆文学全集 74巻） 1931年
- 『憂愁夫人』（ズウデルマン、角川文庫） 1953年